# Kryptos (skulptur)

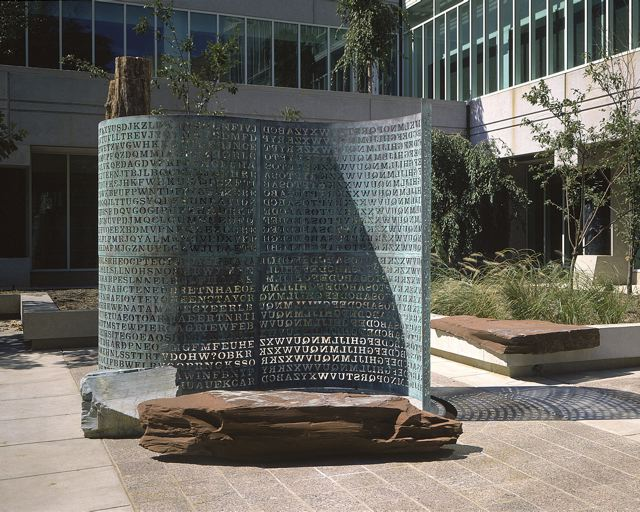
Skulpturen Kryptos vid CIA:s högkvarter.

Kryptos, grekiska för Dolt, är en skulptur utanför amerikanska underrättelsetjänsten CIA:s högkvarter i Langley i Virginia. Den skapades av Jim Sanborn och invigdes 1990. Skulpturen består av en svängd kopparplåt med bokstäver i fyra fält och detaljer av granit, kvarts och förstenat trä.
Bokstäverna i de två fälten till vänster innehåller ett kodat meddelande, ett chiffer, och de båda fälten till vänster ska användas för att tyda chiffret som består av 869 tecken. Meddelandet ska enligt konstnären leda till en plats. Till sin hjälp för skapa meddelandet hade konstnären ordföranden för CIA:s kryptografiska centrum Edward Scheidt. I samband med att han skapade skulpturen gjorde han flera andra skulpturer och parkarbeten på området.
Ännu (2024) har ingen presenterat en lösning till chiffret men CIA och amerikanska säkerhetsmyndigheten NSA hävdar att de löst hela eller delar av det. Amatörkryptologer har löst stora delar av chiffret som har bekräftats av skulptören. Ännu återstår en lösning till den sista delen om 97 bokstäver trots att konstnären lämnat ut ledtrådar för att få en lösning. Han har också försäkrat sig om att kunskapen om chiffret går vidare om han skulle avlida.